# Fodor Aladár
Fodor Aladár, Fuchsz (Gyömrő, 1877. október 14. – Bécs, 1918. július 3.) magyar újságíró, filmproducer, filmrendező, színész, forgatókönyvíró.

## Életpályája
Fuchsz Adolf és Schönfeld Karolin fia. Pályája újságírással indult; a Pesti Napló rendőri rovatvezetőjeként dolgozott. Az 1910-es évek elején a filmezés kezdte érdekelni. A Projectograph Rt. filmvállalatnál dolgozott. 1912-ben Fröhlich Jánossal tulajdonosa volt a Magyar Írók Mozijának (Andrássy út 60.). Vajda Jánossal és Fröhlich Jánossal együtt 1913-ban megalapította a Kino-riport nevű filmvállalatot. Az első világháború előtti években híradóival és dokumentumfilmjeivel tűnt fel. A világháború alatt haditudósítóként dolgozott a fronton.
Vállalatuk játékfilmeket is készített.

## Filmjei

### Filmproducerként
- Tüzet kérek! (1912, rendező és színész is)
- A 300 éves ember (1914, rendező is)
- Pufi (1914, rendező is)
- Pufi cipőt próbál (1914)
- A budai szenzációs rablógyilkosság (1914)
- A nagyhöflányi fenevad vérengzése (1914)
- Belgrád bevétele (1914)
- Böském (1914, rendező is)
- Szerbia hadat üzen (1914, rendező is)
- Fikszírozzák a feleségem (1914, rendező is)
- Egy hétig a trónörökös pár kíséretében (1915)
- Hőseink diadalútja Galíciában (1915, Fröhlich Jánossal és Illés Jenővel)
- Könyörgő körmenet fegyvereink győzelméért (1915, operatőr is)
- Magyarország a világháborúban (1916)
- Muki, a szoknyavadász (1916)
- Az ezüst kecske (1916, Fröhlich Jánossal, továbbá forgatókönyvíró is)
- Fogat fogért (1916)
- Csonkaművész (1917)
- Szépségverseny Siófokon (1917)
- Árvák imája (1922)

### Filmrendezőként
- A 2000 éves férfi (1912, Szekula Jenővel, forgatókönyvíró is)
- IV. Károly megkoronázása (1916, operatőr is)